# Kristin Kåge
Kristin Maria Ingeborg Kåge, född 15 december 1956 i Solna församling, är en svensk dansare och koreograf.
Kåge är dotter till sångaren Lars Kåge, vars far var skådespelaren Ivar Kåge, och Maria Kåge född Strömberg, dansös och danspedagog. Kåge är syster till premiärdansaren och balettchefen Jonas Kåge och musikern och kompositören Staffan Kåge. Hon utbildade sig på Kungliga Teaterns balettelevskola och engagerades vid Kungliga Baletten 1974. Hon har dansat ledande roller i inom såväl den klassiska som moderna repertoaren. Hon debuterade som Svandrottningen i Svansjön 1976 och utnämndes till 1:a solist 1978. Kåge var tjänstledig från Kungliga Baletten och engagerad vid Cullbergbaletten 1988–1991. Hon har varit anlitad som koreograf till ett flertal operauppsättningar, bland annat Ragnarök på Kungliga Operan i Staffan Valdemar Holms uppsättning.

## Filmografi
- 1987 – Aida
- 1997 – Nötknäpparen (TV)